# 法蒂瑪

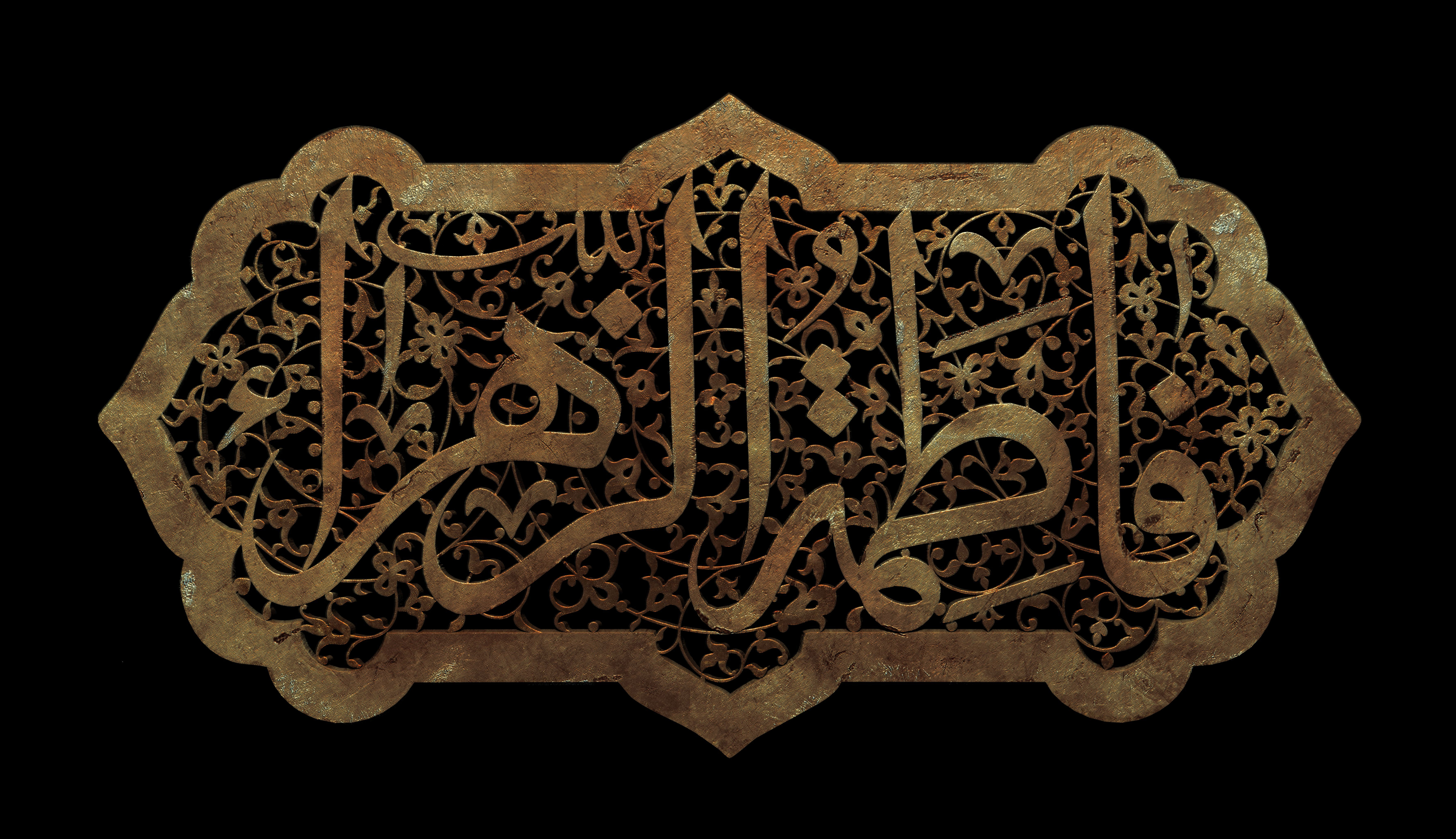
فاطمةالزهرا

“法蒂玛·宾特·穆罕默德”（阿拉伯语：فاطمه بنت محمد ；Jumada al-Zaní，回历前18或8年－13 Jumada al-Zaní或3 Jumada al-Zaní 11 DH；公元604－632年），尊号“al-Zahra”，是伊斯兰教创始人穆罕默德的女儿，阿里·本·阿比·塔利卜的妻子，以及哈桑和侯赛因的母亲- 。
关于她的出生日期有分歧，最著名的说法是穆罕默德宣教五年前或五年后。
法蒂玛自幼在父母的庇护下成长，在父亲宣教期间经历了艰难岁月。在对Shi'b Abi Talib的围困中，她失去了母亲海迪彻。希吉拉后的第二年，她嫁给了穆罕穆德的表弟阿里·本·阿比·塔利卜，育有四至五个孩子。
公元11年父亲去世后，她坚定支持阿里·本·阿比·塔利卜作为先知继承人，并在清真寺发表《法达克》布道，争取法达克土地的所有权。她多次抗议阿布·伯克尔和欧麦尔，但未获成功。
其间，奥马尔与同伴袭击了阿里的住所，试图迫使阿里向哈里发阿布·巴克尔效忠，但遭到阿里、法蒂玛及其支持者的抵抗。法蒂玛是穆罕默德家族中最早去世的人。
历史资料对她的去世时间有不同记载，介于穆罕默德去世后三十天到六个月之间，学者们认为七十五天和九十五天这两个说法更为著名和可靠。
法蒂玛·扎赫拉的陵墓位置至今不明，主要有三种说法：
位于穆罕默德的陵墓和他的minbar之间。
位于她的故居（现为先知清真寺所在地）。
在巴基公墓
。
她是所有穆斯林，尤其是什叶派中极受尊敬的人物。逊尼派史料称她为虔诚、忠诚的女性，赞扬其苦行和品德。十二伊玛目什叶派认为她是十四位无误者之一，精神地位极高，也是穆罕默德家族（Ahlul Bayt）成员和“Al-Kasa”五人之一
。
法蒂玛在穆巴哈拉事件中发挥了重要作用。逊尼派和什叶派圣训均提及，《古兰经》中有135节经文与她相关，包括“al-Insan”、“al-Qadr”、“al-Khawar”章节以及“al-Mubahala”、“al-Tathir”、“al-Nur”和“al-Mawaddat”经文。

## 祖先
法蒂玛的父亲是伊斯兰教先知穆罕默德。其血统可追溯至古莱什部落中的巴尼哈希姆家族。尽管哈希姆家族声望卓著，但在麦加社群中仍属经济弱势群体。
法蒂玛的母亲赫蒂彻，其父库阿利德系古莱什部落阿萨德部族首领。伊斯兰教兴起前，赫蒂彻已被视作古莱什部族杰出女性代表，更被誉为“古莱什妇女之典范”。
她拥有多处产业并从事商贸活动。据传世记载，在嫁予穆罕默德前，曾两度婚配并育有与前夫所生的二子一女。穆罕默德应叔父阿布·塔利卜之请，担任赫蒂彻赴叙利亚商队的商务代表，继而与之缔结婚约。
据部分文献载，其与穆罕默德成婚时年届四十，然依伊本·赛尔德所述，彼时芳龄二十有八。

## 出生
法蒂玛作为穆罕默德与赫蒂彻的爱女，降生于麦加。她是阿里·伊本·阿比·塔利卜的配偶，哈桑·伊本·阿里与侯赛因·伊本·阿里之母。
其出生年份众说纷纭：逊尼派主流观点称，时年五十岁的赫蒂彻于公元605年诞下法蒂玛，较《古兰经》首次启示早五载。
然十二伊玛目派典籍记载，法蒂玛生于公元612年或615年，彼时赫蒂彻约四十五岁。
逊尼派穆斯林普遍认为，法蒂玛有三位胞姐，分别为扎伊纳布(长姊)、露卡依亞（次姊，第三任正统哈里發奥斯曼之妻）、乌姆库勒苏姆(三姊，亦为奥斯曼之妻)，然三人皆未存世至穆罕默德归真之后。
什叶派学者则辩称，此三人实为赫蒂彻之妹哈拉所出，因其母早逝遂由穆罕默德收养。
法蒂玛另有三位兄长，名曰卡西姆、阿卜杜拉与易卜拉欣，然皆幼年夭折。

## 法蒂玛的名字，尊称和称号

### 法蒂玛
法蒂玛此名于阿拉伯语中意为"割断"与"分离"，什叶派解其意为"她与追随者已自火狱绝迹"。
阿里·本·阿比·塔利卜曾询其命名缘由，穆罕默德答曰：
"因她与追随者已蒙火狱赦宥"。
法塔尔·内沙布里于《传教之苑》援引贾法尔·萨迪克（什叶派第六伊玛目）之言："称其为法蒂玛者，因其已与诸恶绝缘"。

### 扎赫拉
什叶派认为此名喻示她乃由圣光初创（意指其存在之时光芒永恒流转）。其广为传颂的称谓“扎赫拉”(al-Zahra)本义为“辉耀者，光耀寰宇者”。伊本·巴巴瓦希（卒于991年）曾述：“每逢法蒂玛祈祝，其光华普照天界众生，犹若星辰辉映尘世”。

### 法蒂玛的其他尊称
法蒂玛的尊称蕴含深意：
“al-Ṣiddiqa”（意为「至诚者」）“al-Tahira”（喻指「至洁之身」）
“al-Mubaraka”（解作「天启吉庆」）“al-Mansura”（「蒙主襄助者」）“al-Muḥadditha”（据传如麦尔彦圣母般，天使常与之密谈）“Zakiyeh”（「远避诸恶之圣洁者」）“Razia”（「悦主悦圣之虔信者」）
“Marziyeh”（「蒙主与使者喜悦者」）“Batool”（「才德超群之女中至臻」）

### 法蒂玛的取名
“Umm Abiha”（意喻「父之慈母」），彰显其对父亲的至深孝爱。
“Umm al-Aima”（释为「众伊玛目之母」），因十二伊玛目皆为其后裔。

## 早年生活
法蒂玛出生于麦加，母亲是赫蒂彻，她是穆罕默德的第一位妻子。主流的逊尼派观点认为，赫蒂彻于公元605年生下法蒂玛，当时她已50岁，比第一次古兰经启示早五年。这意味着法蒂玛结婚时已年满18岁，这在阿拉伯社会是不寻常的。然而，十二伊玛目派等资料称法蒂玛出生于公元612年或615年左右，此时赫蒂彻的年龄则更大一些。逊尼派史学家伊本·赛义德在其《大事录》中记载，法蒂玛出生时穆罕默德约35岁。
逊尼派认为法蒂玛有三位姐妹，分别是宰娜卜、乌姆库勒苏姆和鲁卡亚，她们都未在穆罕默德去世后存世。另有十二伊玛目派什叶派消息来源指出，扎伊纳布、鲁卡亚和乌姆库勒苏姆是在其母亲哈拉（赫蒂彻的妹妹）去世后由穆罕默德收养的。据阿巴斯所言，大多数什叶派穆斯林认为法蒂玛是穆罕默德唯一的亲生女儿，而费德勒则认为这种信仰主要局限于十二伊玛目派什叶派。海德尔指出，这种观点在南亚什叶派中也很普遍。法蒂玛还有三位兄弟，他们都在童年时期去世。
法蒂玛在麦加长大，穆罕默德和他的少数追随者则常遭异教徒迫害。有一次，在穆罕默德的敌人、多神论者阿布·贾赫勒的指使下，有人向穆罕默德身上泼污物，法蒂玛冲上前去帮助父亲。法蒂玛在童年时失去了母亲赫蒂彻。赫蒂彻去世后，据说天使加百列降临穆罕默德，带来安慰法蒂玛的话语。
穆罕默德迁往麦地那数日后，即公元622年，法蒂玛·扎赫拉与法蒂玛·宾特·阿萨德、法蒂玛·宾特·祖拜尔·本·阿卜杜勒穆塔里布，可能还有萨瓦达及乌姆·库勒苏姆·宾特·穆罕默德，一同乘由阿里·本·阿比·塔利卜率领的商队，从麦加迁往麦地那，与其在库巴的父亲团聚。

## 法蒂玛在古兰经
虽然古兰经中没有提到法蒂玛的名字，但在古典释经中，有许多经文与她有关。

### 《古兰经》第3章第61节
法蒂玛与《古兰经》中穆巴哈拉（3:61）经文渊源深厚。公元10年，穆罕默德与奈季兰基督教代表团辩论未果，双方决意共聚，祈求真主降怒于「妄言者」，史称穆巴哈拉事件。经文言及：「有明证显示，唯法蒂玛、其夫阿里与二子哈桑、侯赛因随穆圣同赴此会，此四人被择为『穆圣之眷属与灵魂』」。基督教代表团终退而议和，以纳贡易平安。
经文原文:
فَمَنْ حَاجَّكَ فِيهِ مِنْ بَعْدِ مَا جَاءَكَ مِنَ الْعِلْمِ فَقُلْ تَعَالَوْا نَدْعُ أَبْنَاءَنَا وَأَبْنَاءَكُمْ وَنِسَاءَنَا وَنِسَاءَكُمْ وَأَنْفُسَنَا وَأَنْفُسَكُمْ ثُمَّ نَبْتَهِلْ فَنَجْعَلْ لَعْنَتَ اللَّهِ عَلَى الْكَاذِبِينَ (سوره آل‌عمران: ۶۱)
译文:
「在知识降临你之后，凡与你争辩此事者，汝当言：『尔等且来！我等将召子嗣与尔子嗣，携妻女与尔妻女，聚己身与尔身，共祈安拉弃绝诳语者。』」

### 《《古兰经》第42章第23节
《古兰经》明示，安拉将敬爱圣裔（Ahlul Bayt (a.s.)）定为众信士天命。经注家言，文中「近亲」特指阿里、法蒂玛、哈桑与侯赛因。
什叶派更阐发与圣裔相关之「马瓦达」经文要义，其节曰：
قُل لَّآ أَسۡـَٔلُكُمۡ عَلَيۡهِ أَجۡرًا إِلَّا ٱلۡمَوَدَّةَ فِي ٱلۡقُرۡبَىٰۗ
「[穆圣啊！]汝当宣示：『吾为圣职所求报偿，惟系亲族之爱』」
经云，此节启示之时，众询「近亲」所指，穆圣明指法蒂玛、阿里、哈桑与侯赛因四人。此般对圣裔之虔爱，实为什叶派穆斯林精神升华之基要。

### 《古兰经》第 76 章 7-12节
据传，法蒂玛、阿里、哈桑与侯赛因连续三日将仅有的餐食施予贫乞，遂有古兰经第76章7-12节之启示：
وَيُطۡعِمُونَ ٱلطَّعَامَ عَلَىٰ حُبِّهِۦ مِسۡكِينٗا وَيَتِيمٗا وَأَسِيرًا
「彼等为悦主而济贫民、恤孤儿、馈俘虏」
إِنَّمَا نُطۡعِمُكُمۡ لِوَجۡهِ ٱللَّهِ لَا نُرِيدُ مِنكُمۡ جَزَآءٗ وَلَا شُكُورًا
「吾辈供食，唯求主悦，不索酬谢」
彼等践誓守约，且忧大难之日。因爱主故，馈食贫弱、孤儿、囚徒，曰：「吾辈唯为主而供食，不图报谢。诚惧吾主震怒之日。」故主护其免于灾厄，赐以荣光喜乐。因其坚忍，主以乐园与锦缎报之......

### 《古兰经》第108章（考赛尔章）
《古兰经》第108章（考赛尔章）
Template:Original
在《Tafsir al-Mizan》中，关于Surah Al-Kawthar的论述指出其核心含义为“丰沛的恩泽”，而评论家们对其具体解释存在显著分歧，提出了多达二十六种诠释。赛义德·穆罕默德·侯赛因·塔巴塔巴伊（Allamah Tabataba'i）结合该章最后一节“与你有仇者绝嗣”的表述，以及关于先知穆罕默德无存活男性后裔的叙事背景，提出此章暗指法蒂玛及其后裔的延续--先知通过法蒂玛·扎赫拉的血脉获得精神与血缘的双重传承。
阿尔西（Alusi）在《Ruh al-Ma'ani》中同样援引了这一观点，强调考赛尔象征先知在后世与现世的永恒影响力。法赫鲁丁·拉齐（Fakhr al-Razi）于《Tafsir al-Kabir》与拜达维（Baydawi）在《Anwar al-Tanziil》中进一步指出，考赛尔的“丰沛恩泽”包含先知的子孙繁衍与教众昌盛，以此回应当时对其“绝嗣”的嘲讽。

### 《古兰经》第33章第33节
在《Tafsir al-Mizan》中，赛义德·穆罕默德·侯赛因·塔巴塔巴伊（Allamah Tabataba'i）全面解析该经文时指出，其核心受众为“圣裔”（Ahl al-Bayt），并援引七十余条逊尼派与什叶派圣训作为依据。阿尔西（Alusi）在《Ruh al-Ma'ani》中同样引述“圣裔圣训”，强调阿里家族（阿里、法蒂玛、哈桑与侯赛因）作为经文所指对象的特殊地位。
穆罕默德·伊本·贾里尔·塔巴里（Tabari）于《Jami' al-Bayan》中记载了多段圣训，明确将该经文与阿里家族的事迹关联，包括先知每日在法蒂玛家门前呼唤礼拜的叙述。拜达维（Baydawi）在《Anwar al-Tanzil》中承认什叶派以该经文论证圣裔的无误性，但认为此解释需与经文上下文结合考量。法赫鲁丁·拉齐（Fakhr al-Razi）于《Tafsir al-Kabir》中提出折中观点，主张经文涵盖先知直系后裔（法蒂玛、哈桑、侯赛因与阿里）作为“圣裔”的典范。
伊本·凯西尔（Ibn Kathir）在《Tafsir al-Quran al-Azim》中详述“卡萨圣训”（Hadith al-Kisa），即先知以斗篷覆盖阿里、法蒂玛、哈桑与侯赛因并宣告其神圣地位的典故。伊本·阿提耶（Ibn Atiyah）于《Al-Muharrar al-Wujiz》中直接援引先知言论，确认该经文特指上述五人。马图里迪（Matridi）在《Ta'wilat Ahl al-Sunnah》中亦承认什叶派以“卡萨圣训”作为核心依据，但强调逊尼派传统对“圣裔”定义存在更广泛的解释框架。

## 法蒂玛在圣训

### 在伊斯兰教先知的传记中

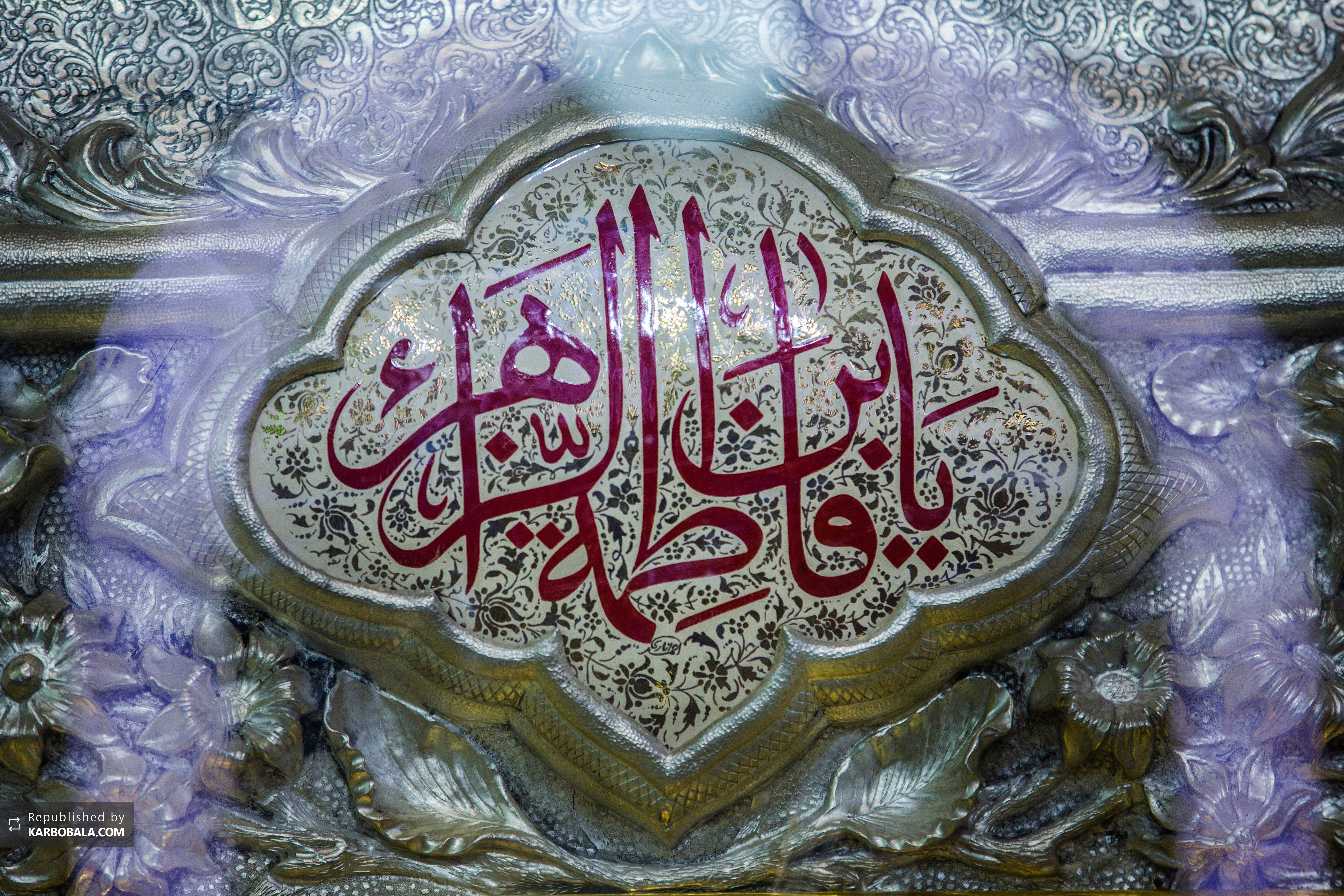

伊斯兰教兴起前夕的希贾兹是一片干旱贫瘠之地，气候严酷，生活艰难，文化质朴。在当时的社会中，女性毫无地位，甚至被视为家族的耻辱，一些阿拉伯游牧部落甚至会将刚出生的女婴活埋。在这样的环境下，穆罕默德对法蒂玛的尊崇与希贾兹地区的传统观念形成了鲜明对比。
穆罕默德关于法蒂玛的圣训大致可以分为两类：第一类是专门针对法蒂玛·扎赫拉的圣训；第二类则是关于圣训群体的，法蒂玛是其中的成员之一。此处省略第二类圣训。其中最为重要的包括宇宙飞船圣训、天文学圣训和萨克兰圣训。

### 法蒂玛是穆罕默德的一部分
穆罕默德承认，法蒂玛是他最亲爱的人，是“他自己的一部分”。
逊尼派经典圣训集《布哈里圣训实录》**将穆罕默德的圣训归于穆罕默德：“法蒂玛是我的一部分，凡惹她生气的，也惹我生气。” 此段圣训的类似版本在其他什叶派和逊尼派典籍中亦有记载。 逊尼派学者苏尤蒂（al-Suyuti）援引穆罕默德的圣训称：“凡爱（我的）后裔者，真主亦爱之；凡对其动怒者，真主亦怒之。” 什叶派学者伊本·巴巴瓦伊（Ibn Babawayh）同样引述穆罕默德之言：“法蒂玛怒则真主怒，法蒂玛悦则真主悦。”

### 法蒂玛的愤怒是上帝的愤怒
穆罕默德视法蒂玛为有史以来最杰出的女性，
并将法蒂玛的愤怒和赞许与上帝的愤怒和赞许直接联系起来。

#### 世界妇女之主的圣训
圣训“Sayyidat al-Nisa' al-'Alameen”是穆罕默德的重要圣训之一，阐明了法蒂玛在全球女性中的卓越地位。据逊尼派与什叶派典籍记载，穆罕默德尊称法蒂玛为“全世界女性的领袖”。部分文献强调她是**“天堂中除玛丽亚姆外所有女性的主宰”，而另一些典籍则将其描述为“全宇宙女性的至高典范”。
著名逊尼派圣训学家Hakim Neyshaburi与Dhahabi均认证此叙述的真实性。逊尼派学者如Alusi、Abdul Rahman Suhaili、Zarqani、Saffarini、Ibn al-Jakani、Sheikh Rifa'i及Muhammad Tahir al-Qadri均明确肯定法蒂玛·扎赫拉的崇高地位。什叶派经注文献中亦存有大量相关论述。
Muhab al-Din al-Tabari在《Dhakha'ir al-Aqabi》中记载了先知圣训，将玛丽亚姆（伊姆兰之女）、哈迪贾·本特·胡韦利德、法蒂玛·本特·穆罕默德与阿西亚（法老之妻）并列为“世间四大杰出女性”。同书还收录了先知探望病中法蒂玛的圣训，其中明确称她为“世界妇女的领袖”或“审判日女性的楷模”**。
- - 伊本·伊斯哈格在《Sirah-e-Nabawi》中提及此事，但伊本·希沙姆**在其修订版本中删除了相关记载。[62]

- - Shams al-Din al-Dhahabi在《Sir al-Alam al-Nubala》中不仅复述上述圣训，还补充了包含“世间至臻女性”**表述的第三类圣训。[63]
  - Ibn Asakir在《Tarikh al-Madinat al-Damascus》中特别记载了先知探望法蒂玛时称她为“世界妇女领袖”**的圣训。[64]
  - Suyuti在《Al-Durr al-Manthur》**中不仅转引Tabari的记载，还增补了其他权威圣训。[65]
  - Ibn Hajar Asqalani在《Fath al-Bari》中强调先知曾以“世间妇女的领袖”与“天堂妇女的领袖（除玛丽亚姆外）”**双重称号尊称法蒂玛。[66]
  - Ibn Kathir在《Al-Bidayah wa al-Nahayyah》中系统梳理了“四大杰出女性”**圣训，明确将法蒂玛与玛丽亚姆、哈迪贾、阿西亚并列。[67]
  - Muttaqi Hindi在《Kanz al-Ummal》中特别指出法蒂玛兼具“现世女性典范”与“后世女性楷模”**的双重身份。[68]
  - Izz al-Din ibn Athir在《Asad al-Ghabah》中记载了先知临终前对法蒂玛的抚慰之言，重申其“世间女性领袖”**的地位。[69]
  - Abu Na'im Isfahani在《Hiliyah Al-Awliya》中特别收录了先知预言法蒂玛将成为“审判日女性表率”**的圣训。[70]

### 法蒂玛是第一个进入天堂的人
穆罕默德认为法蒂玛将是第一个进入天堂的人，并且和玛丽一样，她将为那些尊敬她和她的后代的人代祷。 

## 法蒂玛和阿里的结婚
在伊历元年与次年，麦地那相继发生两件重大历史事件：首年为阿里向法蒂玛提亲，次年则举行婚礼盛典。
彼时诸多显赫之士与圣门弟子皆曾向先知求娶法蒂玛，然均未获允准。据穆罕默德·巴基尔所述："艾布·伯克尔、欧麦尔、阿卜杜·拉赫曼·奥夫相继谒见先知求亲，皆遭婉拒。及至阿里提亲时，先知当即应允，并询其聘礼几何。阿里答曰："唯余佩剑、战马、铠甲与骆驼一峰。"
先知道："剑马驼骑皆征战必需之物，唯取汝之铠甲为聘。"阿里遂变卖铠甲得四百八十迪尔汗献于先知，穆圣以此置办嫁资。萨迪格曾传："若非真主为法蒂玛造化阿里，则自阿丹以降，世间无人堪配。"
此段天定姻缘，先知明言："吾唯奉主命而嫁女。"时人疑而问曰："使者何故以薄聘许婚？"穆圣答曰："非吾主婚，乃真主于天园树下使其结缡。众天使见证，主命圣树降下金银珠宝，天使争相采撷直至末日，彼等互换所得而曰：'此皆先知之女法蒂玛新婚之喜仪'。"

## 法蒂玛的孩子们
法蒂玛身后留下了两个儿子：哈桑和侯赛因，以及两个女儿：扎伊纳布和乌姆库尔苏姆。 关于她的第三个儿子穆森（Muhsin），其命运存在争议。一些权威的什叶派消息来源报道，穆森在奥马尔突袭法蒂玛家后因流产而去世。 另一方面，逊尼派则认为穆森在婴儿期自然死亡。 穆罕默德的后裔正是通过法蒂玛传遍了整个穆斯林世界。 法蒂玛的后代被授予“赛义德”（意为“领主”或“先生”）或“谢里夫”（意为“贵族”）的尊称，受到穆斯林的尊重。

## 社会和政治活动
历史和宗教资料均记载了法蒂玛在家庭和社会中的积极参与，且未将她视为苦行或放弃世俗事务的人。法蒂玛的法律知识和为正义辩护，彰显了她在社会事务中的活跃存在。  
在乌胡德之战中，她为父亲清理伤口和剑上的血迹，据瓦格迪记载，她领导治疗伤员的妇女，并为殉难的穆斯林哀悼。  
法蒂玛似乎仅参与了三次重要的政治活动，这些事件虽有不同叙述，但在什叶派和逊尼派的所有资料中均有记载：麦加征服后拒绝保护阿布·苏富扬，穆罕默德去世后勇敢支持阿里，反对阿布·伯克尔被选为哈里发，并与欧麦尔发生激烈冲突，最终主张继承父亲的遗产，特别是关于法达克和海白尔的份额，阿布·伯克尔完全拒绝了她的主张。

## 穆罕默德死后的事件
法蒂玛在穆罕默德于公元632年（伊斯兰历11年）去世后，经历了极为深重的丧亲之痛。
几首归因于法蒂玛的穆罕默德挽歌得以流传，并被收录于诗歌集中。
与此同时，法蒂玛积极参与阿里的继承权争议，坚持认为阿里才是穆罕默德的合法继承人。
法蒂玛在父亲去世后九个月内便去世，她年轻时的死亡引发了激烈争议，并伴随着对阿布·伯克尔及其盟友欧麦尔的指控。

## 死亡
死亡
法蒂玛于11/632年去世，即穆罕默德去世后六个月内。
根据什叶派和逊尼派消息来源，她当时分别为18岁或27岁。她去世的确切日期尚不清楚，但什叶派通常在朱马达二世13日纪念她的去世。
逊尼派相信法蒂玛在穆罕默德死后因悲痛而死。
然而，什叶派伊斯兰教认为，法蒂玛在欧麦尔的一次袭击中受伤，直接导致了她流产并不久后死亡。
塔巴里提到了法蒂玛最后几天所遭受的痛苦。
什叶派传统也类似地描述了法蒂玛最后几天的痛苦。
特别是，伊斯玛仪派法学家努曼（al-Nu'man）同样报道了第五任伊玛目的圣训，大意是“人们对她所做的一切”导致法蒂玛卧床不起，而她的身体逐渐衰弱，直到变得像一个幽灵。
多个消息来源报道说，法蒂玛从未与阿布·伯克尔和欧麦尔和解，部分基于逊尼派经典集《布哈里圣训实录》中的传统。
有一些说法称，阿布·伯克尔和奥马尔在法蒂玛临终前探望她道歉，法蒂玛提醒两位来访者穆罕默德的话：“法蒂玛是我的一部分，谁激怒了她，谁就激怒了我。”
垂死的法蒂玛然后告诉两人，他们确实激怒了她，她很快就会向真主和他的先知穆罕默德投诉。
也有逊尼派报道称法蒂玛与阿布伯克尔和欧麦尔和解，尽管马德隆认为他们的发明是为了解决法蒂玛愤怒的负面影响。

## 法蒂玛·扎赫拉的陵墓
法蒂玛·扎赫拉的陵墓是伊斯兰历史中的一个重要话题。法蒂玛·扎赫拉的确切埋葬地点至今仍不确定。
阿里在法蒂玛的遗愿下，在夜间秘密埋葬了她，并隐藏了她的墓地。根据塔巴里逊尼派伟大的学者，法蒂玛临终的愿望是阿布·巴克尔不参加她的葬礼，这一请求得到了阿里履行。阿里在法蒂玛的遗愿下，在夜间秘密埋葬了她，并隐藏了她的墓地。
这一要求被认为不符合伊斯兰传统，因为伊斯兰教通常鼓励信徒参加葬礼。
什叶派学者则将法蒂玛要求秘密埋葬的愿望解读为她与当时穆斯林社群决裂的象征，因为大多数穆斯林并未支持她反对阿布·巴克尔。
关于她的埋葬地点，有不同的看法，存在几种可能性:

### 巴基墓地
一些消息来源认为法蒂玛被埋葬在麦地那的巴齐墓地。巴基墓地（阿拉伯语：مقبرة البقيع）是一座位于沙特阿拉伯麦地那市的公墓。巴基墓地是麦地那最古老、也是第一个伊斯兰墓地。许多先知穆罕默德的家族成员和圣门弟子都葬于此地，其中包括四位什叶派伊玛目（哈桑·本·阿里、阿里·宰因·阿比丁、穆罕默德·巴基尔·贾法尔·萨迪克）。

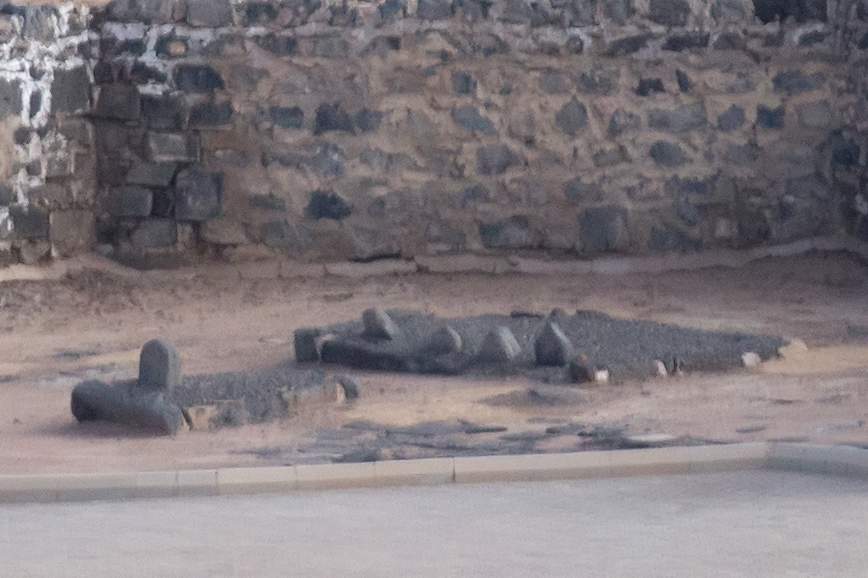
瓦哈比派摧毁后的巴基墓地

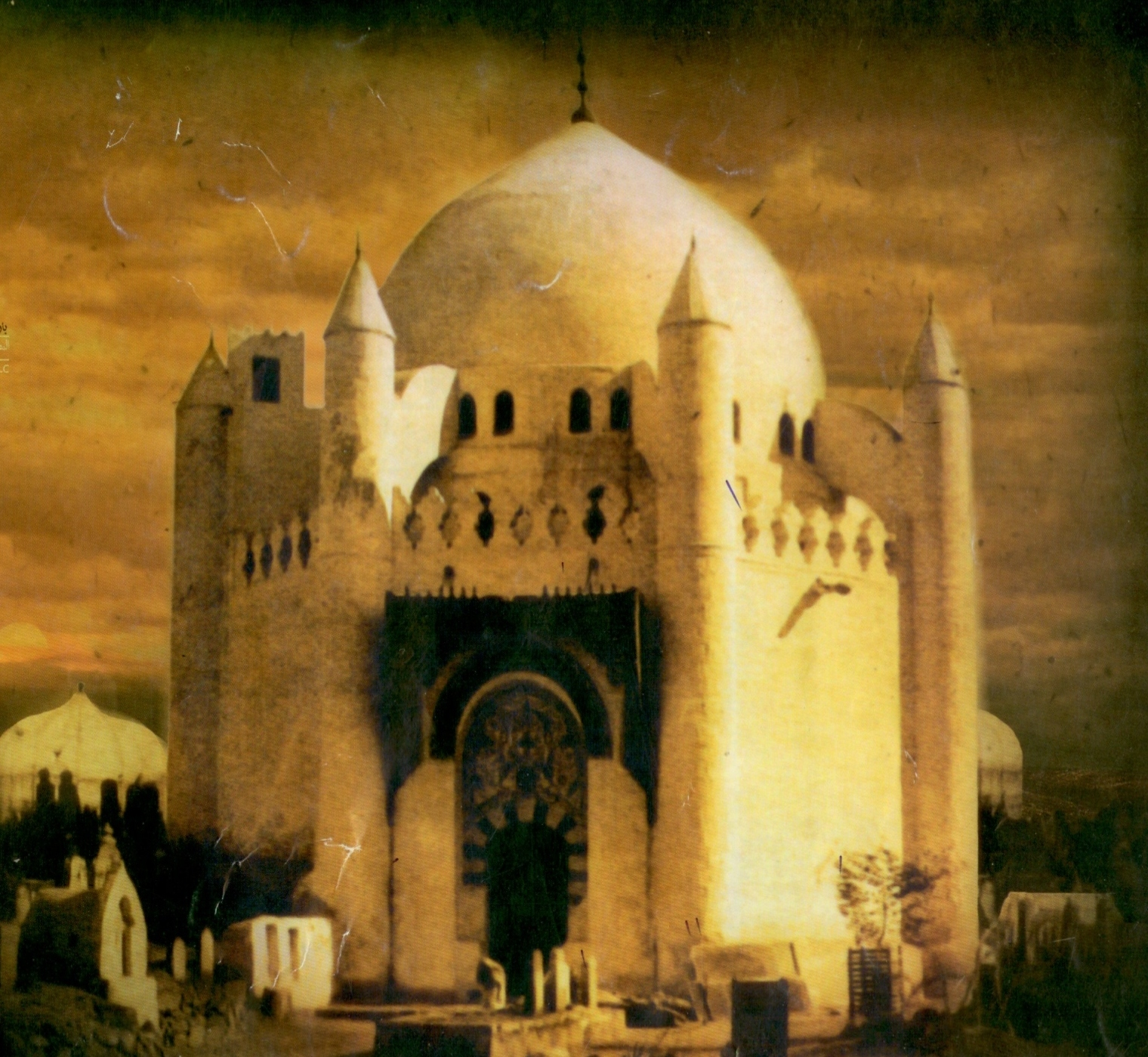
瓦哈比派摧毁前的巴基墓地